# Hetzelsdorf (Pretzfeld)
Hetzelsdorf ist ein Gemeindeteil des Marktes Pretzfeld im Landkreis Forchheim (Oberfranken, Bayern).

## Geografie
Das Pfarrdorf liegt in der naturräumlichen Landschaftseinheit Wiesentalb etwa vier Kilometer südöstlich von Pretzfeld auf einer Höhe von 441 m ü. NHN.

## Geschichte
Die erste schriftliche Erwähnung des Ortes war unter dem Namen „Hecilesdorf“ in einer Urkunde, die Ende 1008 oder Anfang 1009 ausgefertigt wurde. Darin wurde beurkundet, dass der fränkische König König Heinrich II. im Jahr 1007 mehrere Orte aus der zu seinem Eigentum gehörenden Königspfalz Forchheim dem von ihm gegründeten Bistum Bamberg schenkte.

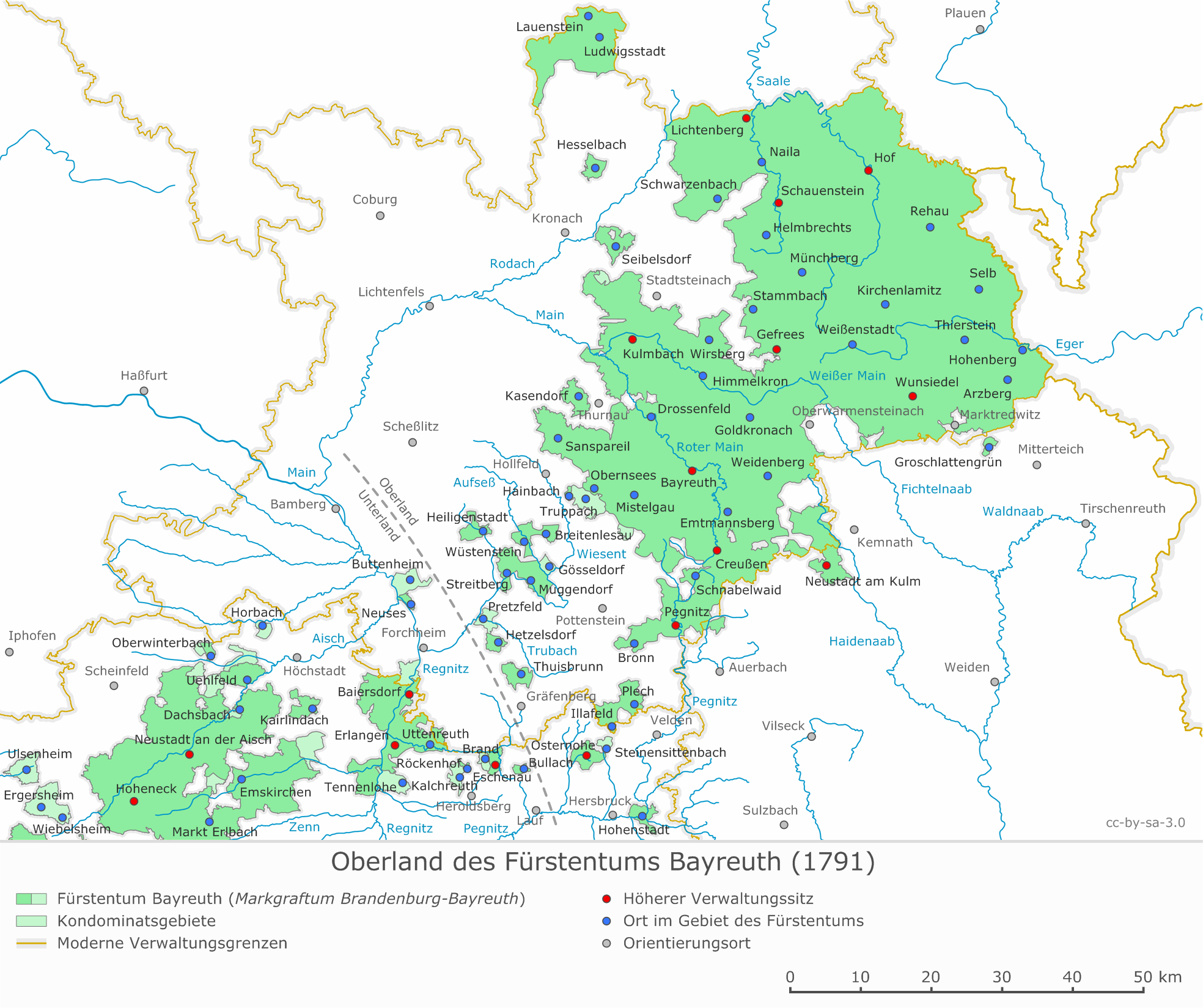
Das Oberland des Fürstentums Bayreuth mit der Exklave Hetzelsdorf im Südwesten (1791)

Im Jahr 1507 gelangte Hetzelsdorf durch Kauf in den Besitz des Fürstentums Bayreuth, das den Ort seinem Amt Streitberg zuteilte. In der Folgezeit blieben diese Verhältnisse weitgehend unverändert, bis der letzte hohenzollernsche Markgraf Karl Alexander gegen eine Leibrente auf sein Herrschaftsgebiet verzichtete und es 1791/1792 dem Königreich Preußen übergab. Im Jahr 1803 übergab dieses Hetzelsdorf zusammen mit dem gesamten Amt Streitberg entsprechend der im Haupt-Landes-Grenz- und Purifikationsvergleich vereinbarten Bedingungen dem Kurfürstentum Bayern.
Durch die Verwaltungsreformen zu Beginn des 19. Jahrhunderts im Königreich Bayern wurde Hetzelsdorf mit dem Zweiten Gemeindeedikt im Jahr 1818 eine Ruralgemeinde, zu der auch das Dorf Poppendorf gehörte. Mit der Gebietsreform in Bayern  wurde die Gemeinde Hetzelsdorf am 1. Mai 1978 nach Pretzfeld eingemeindet. Im Jahr 1987 zählte Hetzelsdorf 127 Einwohner.

## Verkehr
Die Anbindung an das öffentliche Straßennetz wird durch die Kreisstraße FO 16 hergestellt, die aus dem Südosten von Hundshaupten kommend in nordnordwestlicher Richtung nach Poppendorf weiterführt.

## Baudenkmäler

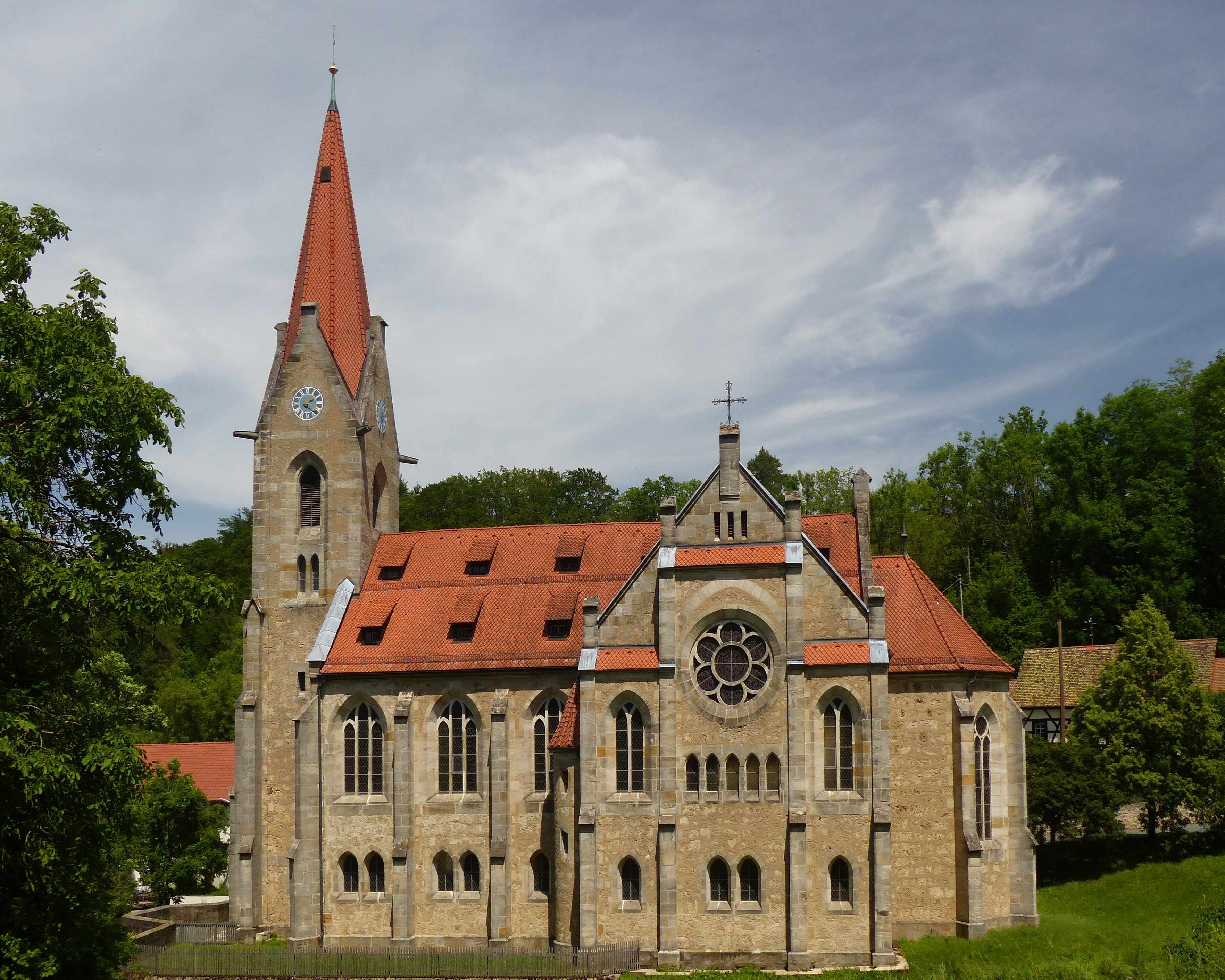
Die evangelische St.-Matthäus-Kirche

In Hetzelsdorf befinden sich drei denkmalgeschützte Bauwerke, die evangelische Pfarrkirche St. Matthäus, der zugehörige Pfarrhof und ein Bauernhaus.